# ليومنستر (ماساتشوستس)
يومنستر (ماساتشوستس) (بالإنجليزية: Leominster, Massachusetts)‏ هي مدينة تقع في الولايات المتحدة في مقاطعة ووستر (ماساتشوستس). يقدر عدد سكانها بـ 40,760 نسمة ومساحتها 77.7 كم2 وترتفع عن سطح البحر 123 متر.

## التركيبة السكانية
حدّد مكتب تعداد الولايات المتحدة بيانات التركيبة السكانية لليومنستر في تعداد الولايات المتحدة. في ما يلي، التركيبة السكانية حسب تعدادي 2000 و2010.

### تعداد عام 2000
بلغ عدد سكان ليومنستر 41,303 نسمة بحسب تعداد عام 2000، وبلغ عدد الأسر 16,491 أسرة وعدد العائلات 10,902 عائلة مقيمة في المدينة. في حين سجلت الكثافة السكانية 537.2 نسمة لكل كيلومتر مربع (1,391.3/ميل2). وبلغ عدد الوحدات السكنية 16,976 وحدة بمتوسط كثافة قدره 220.8 لكل كيلومتر مربع (571.9/ميل2).
وتوزع التركيب العرقي للمدينة بنسبة 87.12% من البيض و3.70% من الأمريكيين الأفارقة و0.15% من الأمريكيين الأصليين و2.44% من الأمريكيين ذوي الأصول الآسيوية و0.06% من سكان جزر المحيط الهادئ و4.32% من الأعراق الأخرى و2.21% من عرقين مختلطين أو أكثر و11% من الهسبانيون أو اللاتينيون من أي عرق.
بلغ عدد الأسر 16,491 أسرة كانت نسبة 35.1% منها لديها أطفال تحت سن الثامنة عشر تعيش معهم، وبلغت نسبة الأزواج القاطنين مع بعضهم البعض 49.5% من أصل المجموع الكلي للأسر، ونسبة 12.5% من الأسر كان لديها معيلات من الإناث دون وجود شريك، بينما كانت نسبة 4.1% من الأسر لديها معيلون من الذكور دون وجود شريكة وكانت نسبة 33.9% من غير العائلات. تألفت نسبة 27.9% من أصل جميع الأسر من عدة أفراد يعيشون في نفس المنزل ونسبة 10.7% كانت تتألف من شخص يعيش بمفرده يبلغ من العمر 65 عاماً أو أكثر. وبلغ متوسط حجم الأسرة المعيشية 2.48، أما متوسط حجم العائلات فبلغ 3.05.
بلغ العمر الوسطي للسكان 36.3 عاماً. وكانت نسبة 25.5% من القاطنين تحت سن الثامنة عشر، وكانت نسبة 7.2% بين الثامنة عشر والرابعة والعشرين عاماً، ونسبة 32.2% كانت واقعةً في الفئة العمرية ما بين الخامسة والعشرين والرابعة والأربعين عاماً، ونسبة 21.2% كانت ما بين الخامسة والأربعين والرابعة والستين، ونسبة 12.9% كانت ضمن فئة الخامسة والستين عاماً فما فوق. يوجد لكل 100 أنثى 93.2 ذكر، ويوجد لكل 100 أنثى في الثامنة عشر من عمرها فما فوق 88.8 ذكر.
بلغ متوسط دخل الأسرة في المدينة 44,893 دولارًا، أما متوسط دخل العائلة فبلغ 54,660 دولارًا. وكان متوسط دخل الذكور 41,013 دولارًا مقابل 30,201 دولارًا للإناث. وسجل دخل الفرد الخاص بالمدينة 21,769 دولارًا. وكانت نسبة 7.2% من العائلات ونسبة 9.5% من السكان تحت خط الفقر، وكان من هؤلاء نسبة 12.5% تحت سن الثامنة عشر ونسبة 9.4% في الخامسة والستين من العمر وما فوق.

### تعداد عام 2010
بلغ عدد سكان ليومنستر 40,759 نسمة بحسب تعداد عام 2010، وبلغ عدد الأسر 16,767 أسرة وعدد العائلات 10,559 عائلة مقيمة في المدينة. في حين سجلت الكثافة السكانية 530.2 نسمة لكل كيلومتر مربع (1,373.2/ميل2). وبلغ عدد الوحدات السكنية 17,873 وحدة بمتوسط كثافة قدره 232.5 لكل كيلومتر مربع (602.2/ميل2).
وتوزع التركيب العرقي للمدينة بنسبة 83.85% من البيض و5.05% من الأمريكيين الأفارقة و0.18% من الأمريكيين الأصليين و2.76% من الأمريكيين ذوي الأصول الآسيوية و0.06% من سكان جزر المحيط الهادئ و5.28% من الأعراق الأخرى و2.82% من عرقين مختلطين أو أكثر و14.48% من الهسبانيون أو اللاتينيون من أي عرق.
بلغ عدد الأسر 16,767 أسرة كانت نسبة 31.3% منها لديها أطفال تحت سن الثامنة عشر تعيش معهم، وبلغت نسبة الأزواج القاطنين مع بعضهم البعض 44.7% من أصل المجموع الكلي للأسر، ونسبة 13.5% من الأسر كان لديها معيلات من الإناث دون وجود شريك، بينما كانت نسبة 4.8% من الأسر لديها معيلون من الذكور دون وجود شريكة وكانت نسبة 37% من غير العائلات. تألفت نسبة 30% من أصل جميع الأسر من عدة أفراد يعيشون في نفس المنزل ونسبة 11.5% كانت تتألف من شخص يعيش بمفرده يبلغ من العمر 65 عاماً أو أكثر. وبلغ متوسط حجم الأسرة المعيشية 2.41، أما متوسط حجم العائلات فبلغ 3.01.
بلغ العمر الوسطي للسكان 40.0 عاماً. وكانت نسبة 22.8% من القاطنين تحت سن الثامنة عشر، وكانت نسبة 8.2% بين الثامنة عشر والرابعة والعشرين عاماً، ونسبة 26.3% كانت واقعةً في الفئة العمرية ما بين الخامسة والعشرين والرابعة والأربعين عاماً، ونسبة 28.6% كانت ما بين الخامسة والأربعين والرابعة والستين، ونسبة 14.2% كانت ضمن فئة الخامسة والستين عاماً فما فوق. وتوزع التركيب الجنسي للسكان بنسبة 48.5% ذكور و51.5% إناث.

## معرض صور

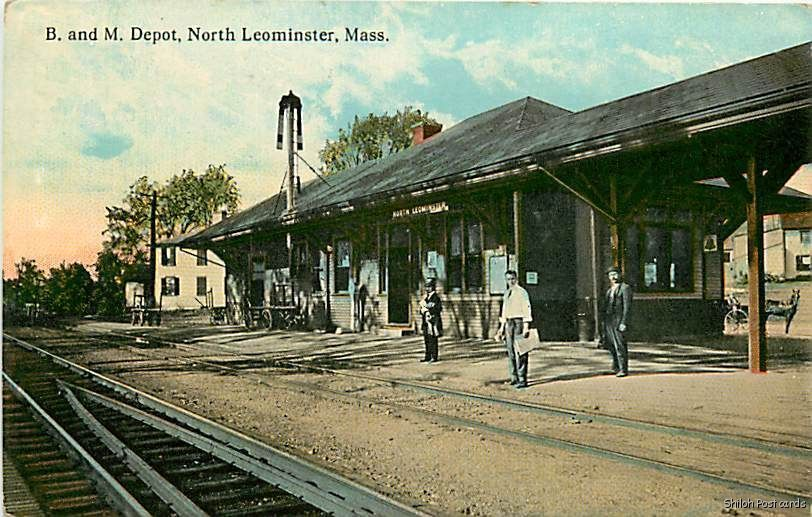
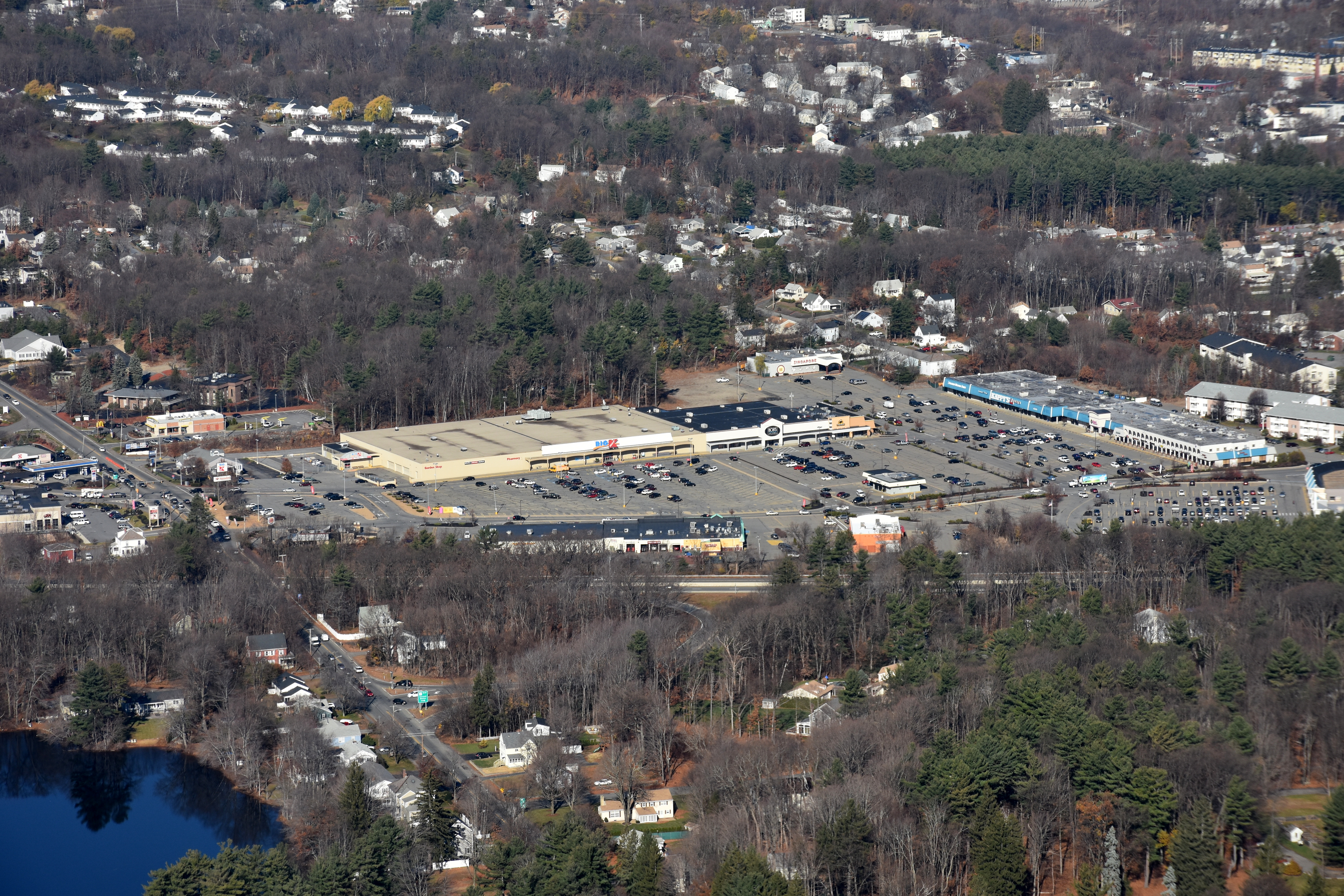
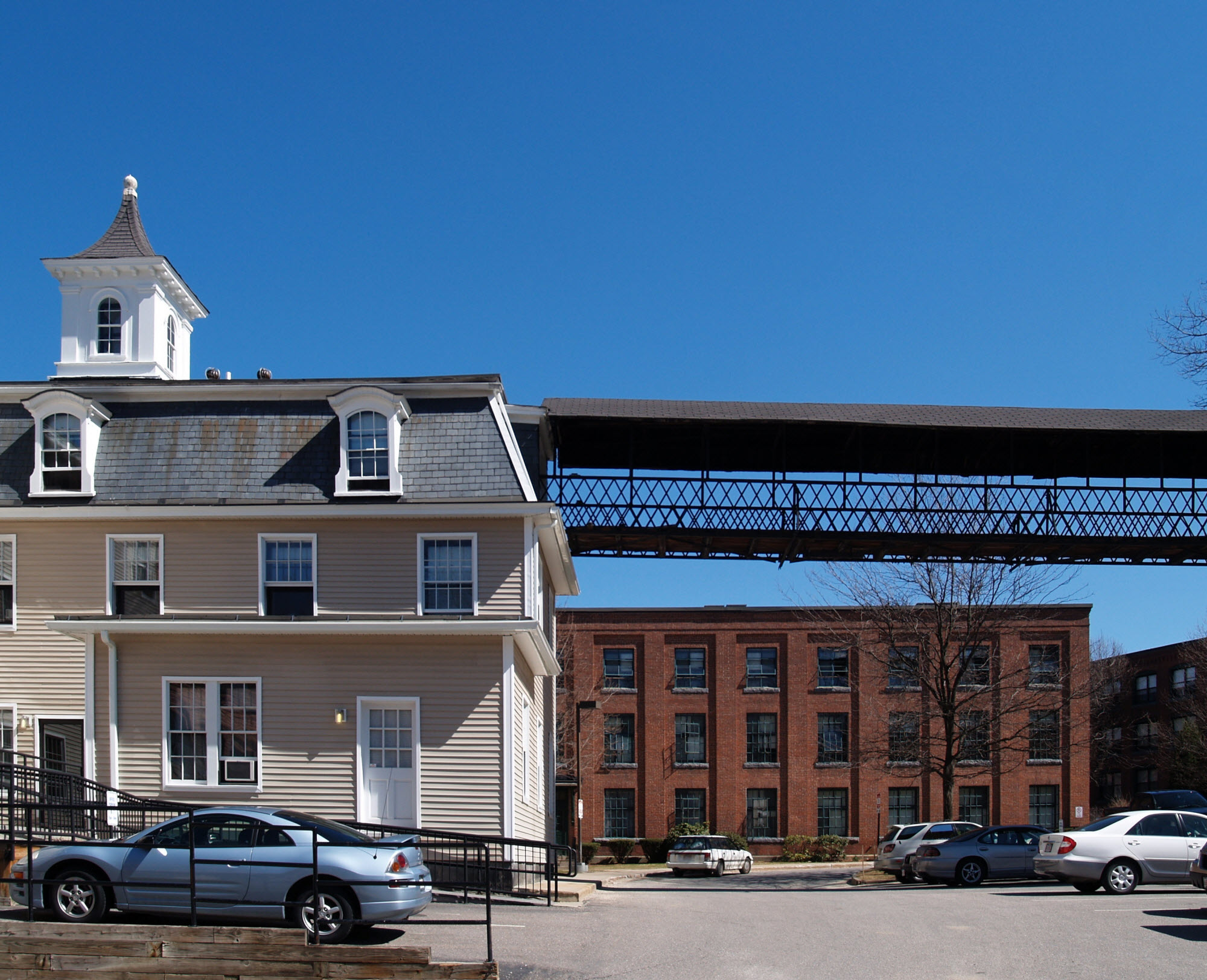
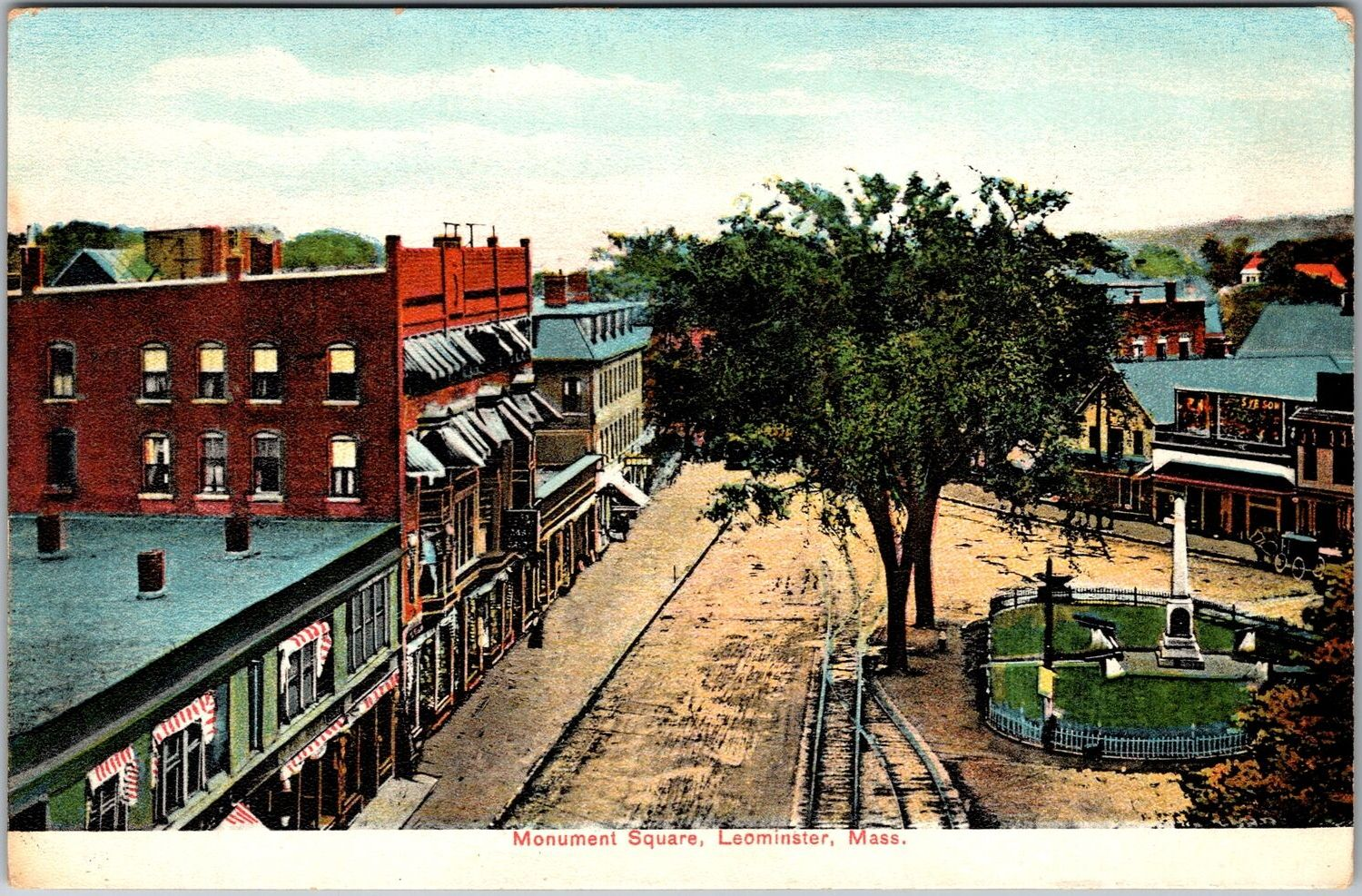

## أعلام
- جوناس كيندال
- لو ليتل
- ريتشارد نورتن سميث
- ليو براون
- باول فوسكو
- سولومون سترونج